# Airspeed AS 4
Die Airspeed AS 4 Ferry war ein dreimotoriger Doppeldecker aus britischer Produktion. Neben einem Piloten konnten bis zu zehn Passagiere befördert werden.

## Geschichte
Im Juli 1931 bestellte Sir Alan Cobham zwei Maschinen für die Flugshow anlässlich des National Aviation Day. Der Erstflug fand Anfang März des Jahres 1932 auf dem Flugplatz von Sherburn-in Elmet. Pilot war Harry Worrall. 
Offensichtlich sind neben diesen zwei Maschinen nur noch zwei weitere Maschinen bestellt worden, die später von der RAF übernommen wurden. Die Kennzeichen lauteten G-ABSI, G-ABSJ, G-ACBT und G-ACFB. Die G-ACBT stürzte am 27. Mai 1933 bei Oban ab.
Beide RAF-Maschinen hingegen überlebten bis 1941, obwohl die G-ABSJ bereits im Juli 1932 ebenfalls in einen Unfall verwickelt war, als sie nur noch für Trainingszwecke der RAF am Boden benutzt wurden. Bis 1941 war eine von ihnen noch als Verbindungsflugzeug im Einsatz.

## Technische Daten
| Kenngröße             | Daten                                                                                         |
| --------------------- | --------------------------------------------------------------------------------------------- |
| Besatzung             | 1                                                                                             |
| Passagiere            | 10                                                                                            |
| Länge                 | 12,09 m                                                                                       |
| Spannweite            | 16,76 m                                                                                       |
| Höhe                  | 4,34 m                                                                                        |
| max. Startmasse       | 2540 kg                                                                                       |
| Höchstgeschwindigkeit | 175 km/h                                                                                      |
| Dienstgipfelhöhe      | 3950 m                                                                                        |
| Reichweite            | 515 km                                                                                        |
| Triebwerke            | zwei Vierzylinder-Reihenmotoren de Havilland Gipsy II und ein Gipsy III mit je 120 PS (88 kW) |